# Турдетанска писменост
Турдетанската писменост е древноиберийска на турдетаните (вероятно и в/на Тартес).
Засвидетелствана е от надписи върху монети с паралелен текст на латински. Родствена е с либийската писменост.
Турдетанската писменост е различна от бастулотурдетанската писменост (разновидност на иберийската писменост).